# Női 200 méteres síkfutás a 2023-as atlétikai világbajnokságon
A 2023-as atlétikai világbajnokságon a női 200 méteres síkfutás selejtezőfutamait augusztus 23-án, az elődöntők futamait augusztus 24-én, míg a döntőt augusztus 25-én rendezték meg Budapesten, a Nemzeti Atlétikai Központban.
A győzelmet a nagy esélyes, 29 éves jamaicai Shericka Jackson szerezte meg, új világbajnoki csúccsal (21,41), egyúttal Florence Griffith Joyner világrekordjától mindössze hét század másodperccel elmaradva. Ez a futása 200 méteren minden idők második legjobb időeredménye. A dobogóra két amerikai ért még oda: Gabrielle Thomas a második helyen, míg az ezen a világbajnokságon a 100 méteren bajnok Sha'Carri Richardson harmadikként ért célba.

## Rekordok
A versenyt megelőzően a következő rekordok voltak érvényben:
| Rekord                                                 | Versenyző és nemzetisége       | Időeredmény | Helyszín                          | Dátum                |
| ------------------------------------------------------ | ------------------------------ | ----------- | --------------------------------- | -------------------- |
| Világrekord                                            | Florence Griffith Joyner (USA) | 21,34       | Szöul, Dél-Korea                  | 1988. szeptember 29. |
| Világbajnoki rekord                                    | Shericka Jackson (JAM)         | 21,45       | Eugene, Amerikai Egyesült Államok | 2022. július 21.     |
| Világ legjobb idei eredménye                           | Gabrielle Thomas (USA)         | 21,60       | Eugene, Amerikai Egyesült Államok | 2023. július 9.      |
| Afrika rekord                                          | Christine Mboma (NAM)          | 21,78       | Zürich, Svájc                     | 2021. szeptember 9.  |
| Ázsia rekord                                           | Li Xuemei (CHN)                | 22,01       | Sanghaj, Kína                     | 1997. október 22.    |
| Észak-, valamint Közép-Amerika és Karibi-térség rekord | Florence Griffith Joyner (USA) | 21,34       | Szöul, Dél-Korea                  | 1988. szeptember 29. |
| Dél-Amerika rekord                                     | Vitoria Cristina Rosa (BRA)    | 22,47       | Eugene, Amerikai Egyesült Államok | 2022. július 19.     |
| Európa rekord                                          | Dafne Schippers (NED)          | 21,63       | Peking, Kína                      | 2015. augusztus 28.  |
| Óceániai rekord                                        | Melinda Gainsford (AUS)        | 22,23       | Stuttgart, Németország            | 1997. július 13.     |

## Kvalifikációs rendszer
A világbajnokságnak erre a versenyszámára 22,60 másodperces időeredménnyel lehetett automatikus kvalifikációt kivívni.

## Időbeosztás
Az események időbeosztása helyi időben (UTC+2) a következők voltak:
| Dátum         | Kezdési időpont | Kör        |
| ------------- | --------------- | ---------- |
| Augusztus 23. | 11:20           | Selejtezők |
| Augusztus 24. | 19:45           | Elődöntők  |
| Augusztus 25. | 21:40           | Döntő      |

## Eredmények
Az időeredmények másodpercben értendők. A rövidítések jelentése a következő:
| - WR: világrekord - CR: világbajnoki rekord - WL: világ legjobb eredménye 2023-ban - NR: országos rekord - PB: egyéni legjobb eredménye - SB: 2023-ban az addigi legjobb eredménye | - Q: eredmény alapján továbbjutott - q: helyezés alapján továbbjutott - DNS: nem indult a futamon - DNF: nem ért célba - DQ: kizárták |

### Selejtezők
A selejtezők futamait 2023. augusztus 23-án rendezték meg, melyeken a 45 versenyzőt 5 selejtezőfutamra osztották be. Minden futam első 3 helyezettje ( Q ) valamint a további 6 leggyorsabb idővel rendelkező ( q ) kvalifikálta magát az elődöntőbe.
Szélerősség:
1. futam: -0.4 m/s, 2. futam: -0.7 m/s, 3. futam: -0.4 m/s, 4. futam: -0.4 m/s, 5. futam: -1.3 m/s, 6. futam: -0.3 m/s
| H  | F | Név                       | Nemzet               | E     | Mj    |
| -- | - | ------------------------- | -------------------- | ----- | ----- |
| 1  | 2 | Sha'Carri Richardson      | Egyesült Államok     | 22,16 | Q     |
| 2  | 5 | Gabrielle Thomas          | Egyesült Államok     | 22,26 | Q     |
| 3  | 2 | Marie-Josée Ta Lou        | Elefántcsontpart     | 22,26 | Q, SB |
| 4  | 1 | Anthonique Strachan       | Bahama-szigetek      | 22,31 | Q     |
| 5  | 4 | Julien Alfred             | Saint Lucia          | 22,31 | Q     |
| 6  | 1 | Daryll Neita              | Nagy-Britannia       | 22,39 | Q     |
| 7  | 4 | Natalliah Whyte           | Jamaica              | 22,44 | Q     |
| 8  | 6 | Dina Asher-Smith          | Nagy-Britannia       | 22,46 | Q     |
| 9  | 5 | Kevona Davis              | Jamaica              | 22,49 | Q     |
| 10 | 3 | Shericka Jackson          | Jamaica              | 22,51 | Q     |
| 11 | 6 | Maboundou Koné            | Elefántcsontpart     | 22,55 | Q     |
| 12 | 3 | Veronica Shanti Pereira   | Szingapúr            | 22,57 | Q, NR |
| 13 | 1 | Jaël Bestué               | Spanyolország        | 22,58 | Q     |
| 14 | 6 | Kayla White               | Egyesült Államok     | 22,62 | Q     |
| 15 | 2 | Olivia Fotopoulou         | Ciprus               | 22,65 | Q, PB |
| 16 | 1 | Favour Ofili              | Nigéria              | 22,66 | q     |
| 17 | 6 | Dalia Kaddari             | Olaszország          | 22,67 | q, SB |
| 18 | 4 | Bianca Williams           | Nagy-Britannia       | 22,67 | Q     |
| 19 | 3 | Jessika Gbai              | Elefántcsontpart     | 22,78 | Q     |
| 20 | 3 | Adaejah Hodge             | Brit Virgin-szigetek | 22,82 | q     |
| 21 | 6 | Krystsina Tsimanouskaya   | Lengyelország        | 22,88 | q     |
| 22 | 5 | Tasa Jiya                 | Hollandia            | 22,97 | Q     |
| 23 | 2 | Polyniki Emmanoulidou     | Görögország          | 23,00 | q     |
| 24 | 4 | Gina Bass                 | Gambia               | 23,02 | q     |
| 25 | 2 | Ashanti Moore             | Jamaica              | 23,12 |       |
| 26 | 2 | Lorène Dorcas Bazolo      | Portugália           | 23,13 |       |
| 27 | 1 | Léonie Pointet            | Svájc                | 23,16 | PB    |
| 28 | 1 | Yunisleydis García        | Kuba                 | 23,22 |       |
| 29 | 5 | Takács Boglárka           | Magyarország         | 23,24 |       |
| 30 | 5 | Cecilia Tamayo-Garza      | Mexikó               | 23,25 |       |
| 31 | 5 | Martyna Kotwiła           | Lengyelország        | 23,34 |       |
| 32 | 4 | Georgia Hulls             | Új-Zéland            | 23,36 |       |
| 33 | 3 | Susanne Walli             | Ausztria             | 23,38 |       |
| 34 | 1 | Ana Carolina Azevedo      | Brazília             | 23,45 |       |
| 35 | 3 | Sulyán Alexa              | Magyarország         | 23,47 |       |
| 36 | 1 | Aimo Pulkkinen            | Finnország           | 23,48 |       |
| 37 | 6 | Remi Tsuruta              | Japán                | 23,49 |       |
| 38 | 3 | Nicole Caicedo            | Ecuador              | 23,51 |       |
| 39 | 2 | Anniina Kortetmaa         | Finnország           | 23,52 |       |
| 40 | 4 | Julia Henriksson          | Svédország           | 23,55 |       |
| 41 | 5 | Christine Bjelland Jensen | Norvégia             | 23,62 |       |
| 42 | 2 | Gorete Semedo             | São Tomé és Príncipe | 23,69 | SB    |
| 43 | 6 | Rhoda Njobvu              | Zambia               | 23,82 |       |
| 44 | 6 | Vitoria Cristina Rosa     | Brazília             | 23,86 |       |
|    | 4 | Ella Connolly             | Ausztrália           | DNS   |       |

### Elődöntők
Az elődöntők futamait 2023. augusztus 24-én rendezték meg. A 24 versenyzőt 3 futamba osztották be. Minden futam első 2 helyezettje ( Q ) valamint a további 2 leggyorsabb idővel rendelkező ( q ) kvalifikálta magát a döntőbe.
| H  | F | Név                     | Nemzet               | E     | Mj    |
| -- | - | ----------------------- | -------------------- | ----- | ----- |
| 1  | 1 | Gabrielle Thomas        | Egyesült Államok     | 21,97 | Q     |
| 2  | 3 | Shericka Jackson        | Jamaica              | 22,00 | Q     |
| 3  | 2 | Julien Alfred           | Saint Lucia          | 22,17 | Q     |
| 4  | 3 | Sha'Carri Richardson    | Egyesült Államok     | 22,20 | Q     |
| 5  | 2 | Daryll Neita            | Nagy-Britannia       | 22,21 | Q, PB |
| 6  | 3 | Marie-Josée Ta Lou      | Elefántcsontpart     | 22,26 | q, SB |
| 7  | 1 | Dina Asher-Smith        | Nagy-Britannia       | 22,28 | Q     |
| 8  | 2 | Anthonique Strachan     | Bahama-szigetek      | 22,30 | q     |
| 9  | 2 | Kayla White             | Egyesült Államok     | 22,34 |       |
| 10 | 2 | Kevona Davis            | Jamaica              | 22,34 |       |
| 11 | 3 | Bianca Williams         | Nagy-Britannia       | 22,45 | PB    |
| 12 | 1 | Natalliah Whyte         | Jamaica              | 22,52 |       |
| 13 | 3 | Jaël Bestué             | Spanyolország        | 22,60 |       |
| 14 | 1 | Tasa Jiya               | Hollandia            | 22,67 | PB    |
| 15 | 1 | Olivia Fotopoulou       | Ciprus               | 22,73 |       |
| 16 | 1 | Dalia Kaddari           | Olaszország          | 22,75 |       |
| 17 | 3 | Veronica Shanti Pereira | Szingapúr            | 22,79 |       |
| 18 | 3 | Favour Ofili            | Nigéria              | 22,86 |       |
| 19 | 2 | Jessika Gbai            | Elefántcsontpart     | 22,88 |       |
| 20 | 2 | Adaejah Hodge           | Brit Virgin-szigetek | 22,96 |       |
| 21 | 3 | Gina Bass               | Gambia               | 23,10 |       |
| 22 | 1 | Polyniki Emmanoulidou   | Görögország          | 23,15 |       |
| 23 | 2 | Krystsina Tsimanouskaya | Lengyelország        | 23,34 |       |
|    | 1 | Maboundou Koné          | Elefántcsontpart     | DQ    |       |

### Döntő
A döntőt 2023. augusztus 25-én 21:40-kor rendezték meg.
Szélerősség: +0.1 m/s
| H | P | Név                  | Nemzet           | E     | Mj     |
| - | - | -------------------- | ---------------- | ----- | ------ |
| 1 | 6 | Shericka Jackson     | Jamaica          | 21,41 | CR, NR |
| 2 | 8 | Gabrielle Thomas     | Egyesült Államok | 21,81 |        |
| 3 | 9 | Sha'Carri Richardson | Egyesült Államok | 21,92 | PB     |
| 4 | 7 | Julien Alfred        | Saint Lucia      | 22,05 |        |
| 5 | 5 | Daryll Neita         | Nagy-Britannia   | 22,16 | PB     |
| 6 | 3 | Anthonique Strachan  | Bahama-szigetek  | 22,29 |        |
| 7 | 4 | Dina Asher-Smith     | Nagy-Britannia   | 22,34 |        |
| 8 | 2 | Marie-Josée Ta Lou   | Elefántcsontpart | 22,64 |        |